# Billy Talent III
Albums de Billy Talent
666 Live
(2007) Dead Silence
(2012)
Singles
1. Turn Your Back
Sortie : 16 septembre 2008
2. Rusted from the Rain
Sortie : 19 mai 2009
3. Devil on My Shoulder
Sortie : 26 août 2009
4. Saint Veronika
Sortie : 1er février 2010
5. Diamond on a Landmine
Sortie : 21 juin 2010

Billy Talent III est le quatrième album studio du groupe rock canadien Billy Talent (le troisième sous le nom de Billy Talent) qui est sorti le 14 juillet 2009. La chanson Turn Your Back est déjà sortie en single en septembre 2008 en collaboration avec Anti-Flag, un groupe de punk rock ami de BT.
En date d'octobre 2011, l'album était certifié double disque de platine pour ses 160 000 ventes au Canada.

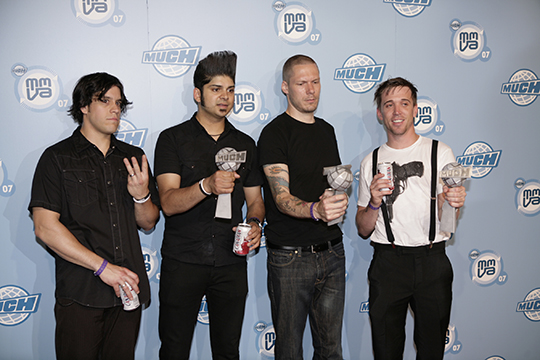
Billy Talent au Music Video Awards en 2007

## Liste des chansons
1. Devil on My Shoulder
2. Rusted from the Rain
3. Saint Veronika
4. Tears Into Wine
5. White Sparrows
6. Pocketful of Dreams
7. The Dead Can't Testify
8. Diamond on a Landmine
9. Turn Your Back
10. Sudden Movements
11. Definition of Destiny

### Pistes bonus sur iTunes
1. "Bloody Nails and Broken Hearts"
2. "Devil on My Shoulder" (demo) (pré-commande seulement)

### Piste bonus sur Musicload.de
1. "Don't Need to Pretend"

## Classements

### Album
| Album            | Position dans les charts | Position dans les charts | Position dans les charts | Position dans les charts | Position dans les charts | Position dans les charts | Position dans les charts | Position dans les charts | Position dans les charts | Position dans les charts |
| Album            | Drapeau du Canada        | Drapeau des États-Unis   |                          | Drapeau du Royaume-Uni   | Drapeau de l'Allemagne   | Drapeau de l'Autriche    | Drapeau de la Norvège    | Drapeau de la Finlande   | Drapeau de la Suisse     | Drapeau de l'Australie   |
| ---------------- | ------------------------ | ------------------------ | ------------------------ | ------------------------ | ------------------------ | ------------------------ | ------------------------ | ------------------------ | ------------------------ | ------------------------ |
| Billy Talent III | 1                        | 107                      | 6                        | 35                       | 2                        | 2                        | 28                       | 3                        | 3                        | 44                       |

### Singles
| Single                           | Position dans les charts | Position dans les charts | Position dans les charts | Position dans les charts |
| Single                           | Drapeau du Canada        |                          | Drapeau de l'Autriche    | Drapeau de la Suisse     |
| -------------------------------- | ------------------------ | ------------------------ | ------------------------ | ------------------------ |
| Turn Your Back (feat. Anti-Flag) | -                        | -                        | 50                       | -                        |
| Rusted from the Rain             | 9                        | 93                       | 19                       | 53                       |
| Devil on My Shoulder             | 46                       | -                        | -                        | -                        |
| Saint Veronika                   | 62                       | -                        | -                        | -                        |
| Diamond on a Landmine            | 88                       | -                        | -                        | -                        |

## Certifications
| Pays                  | Certification |
| --------------------- | ------------- |
| Allemagne (BVMI)      | Platine       |
| Canada (Music Canada) | 2 × Platine   |